# Solsticio de verano

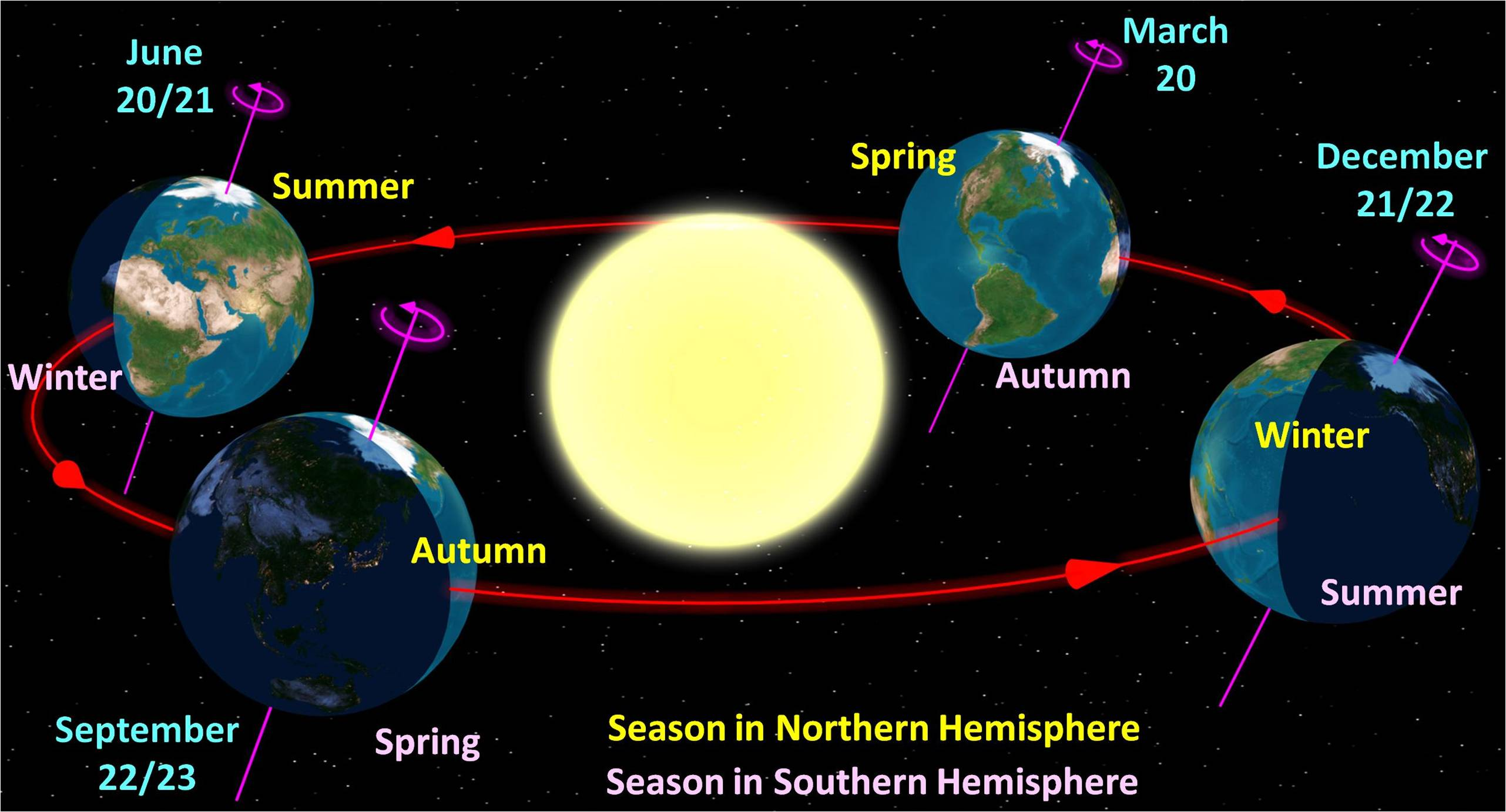
Diagrama de las estaciones de la Tierra como se ve desde el norte. Extremo izquierdo: solsticio de verano del hemisferio norte. Delantero derecho: solsticio de verano del hemisferio sur.

El solsticio de verano (el término solsticio proviene del latín sol ["Sol"] y sistere ["permanecer quieto"]; también, solsticio vernal) ocurre durante el verano de cada hemisferio, cuando el semieje de un planeta, ya sea en el hemisferio norte o en el sur, está más inclinado hacia la estrella de su órbita. La máxima inclinación del eje de la Tierra hacia el sol es de 23°27'. Esto ocurre dos veces al año: dos momentos en los que el Sol alcanza su posición más alta en el cielo, como se ve desde el polo norte o sur.

## Fechas
El solsticio de verano ocurre durante el verano del hemisferio: el solsticio de verano boreal, en el hemisferio norte, y el solsticio de verano austral, en el hemisferio sur. Según el calendario gregoriano, el solsticio de verano se presenta entre el 21 y el 22 de diciembre de cada año, en el hemisferio sur, y entre el 20 y el 21 de junio, en el hemisferio norte.
Cuando en un polo geográfico el Sol alcanza su mayor altitud (momento del solsticio) puede ser mediodía solo en la longitud que mira al sur desde el polo; para otras longitudes, no es mediodía (aún no ha llegado o ya pasó). De aquí que la noción de solsticio sea útil pese a que el término coloquialmente más usado es pleno verano para referirse al momento en que ocurre dicho solsticio.
El día del solsticio de verano tiene el mayor período de luz del día (el día más largo del año); la excepción son las regiones polares. Los círculos polares marcan las zonas de la tierra donde el Sol no se pone (verano) o no sale (invierno) durante 24 horas, al menos una vez al año. El número de días en que esto ocurre aumenta a medida que se avanza desde el círculo polar hacia el polo respectivo. En los polos mismos, el día o la noche permanente dura seis meses y en el círculo polar, solo un día: el del solsticio correspondiente.

## Las líneas de los trópicos
Tanto el trópico de Cáncer como el trópico de Capricornio tienen una relación directa con el solsticio de verano, pues ambos son la línea imaginaria en la Tierra en la que los rayos del Sol son completamente verticales en el instante del solsticio, es decir, cuando el Sol se encontrará exactamente en el centro de la esfera de cielo visible cuando se produzca el solsticio y, por tanto, la sombra de cualquier objeto tendrá la componente longitudinal nula en dicha línea. Esto ocurre una sola vez al año por cada hemisferio, y también la igualdad en tiempo entre el día y la noche. Al hemisferio norte le corresponde el trópico de Cáncer y al hemisferio sur, el trópico de Capricornio.
Los nombres de los trópicos son tradicionales y astrológicos. Cáncer y Capricornio se refieren al mes/signo astrológico al que corresponde el día del solsticio: el 21 de junio corresponde al día 1 del mes/signo de Cáncer, y el 22 de diciembre al día 1 del mes/signo de Capricornio. Sin embargo, en el firmamento, los puntos solsticiales están hacia dos constelaciones en las cuales vemos al Sol en los solsticios: en el solsticio de verano del hemisferio norte el Sol está en el primer grado del tramo de Eclíptica abarcado por la constelación de Tauro, y en el otro solsticio está en el 4º día en la constelación de Sagitario, de modo que sus nombres astronómicos son trópico de Tauro y trópico de Sagitario. La precesión de los solsticios (y equinoccios) ha hecho que en los últimos 20 siglos el punto solsticial del solsticio de verano (en el hemisferio norte) haya cruzado toda la constelación de Géminis y haya llegado a la de Tauro, y antes de la Géminis había recorrido la de Cáncer. 

## Aspectos históricos
A nivel mundial, la interpretación de este evento ha variado entre las distintas culturas, pero la mayor parte lo celebró o celebra de alguna forma con vacaciones, fiestas y rituales con temas de religión o fertilidad.

### Prehistoria
En tiempos prehistóricos, el verano era una época alegre del año para quienes vivían en latitudes septentrionales. La nieve había desaparecido, y el suelo se había descongelado; las temperaturas cálidas habían regresado; las plantas florecían; las hojas habían vuelto a los árboles de hoja caduca. Algunas hierbas podían ser cosechadas para usos medicinales y otros. La comida era más fácil de encontrar. Se recolectaba lo que se había sembrado. Aunque muchos meses de clima cálido se mantenían antes de volver a caer el periodo de luz, los días empezaban a acortarse, por lo que el retorno de la temporada de frío era inevitable. La primera (o única) luna llena en junio (boreal) se llama luna de miel. La tradición sostiene que este es el mejor momento para cosechar la miel de las colmenas de abejas. Esta época del año, entre la siembra y la cosecha de los cultivos, ha sido el mes tradicional para las bodas. Esto se debe a que muchos pueblos antiguos creían que la gran unión [sexual] de la Diosa y el Dios se producía a principios de mayo en Beltaine. Ya que era de mala suerte competir con las deidades, muchas parejas retrasaban sus bodas hasta junio (hemisferio norte). El mes de junio sigue siendo preferido para casarse en el norte. En algunas tradiciones, las parejas de recién casados eran alimentados con platos y bebidas con miel para el primer mes de su vida matrimonial, a fin de fomentar el amor y la fertilidad. El vestigio superviviente de esta tradición sigue vivo en el nombre que se les da a los recién casados inmediatamente después de la boda: la luna de miel.

### Antigua China
En China, la ceremonia de solsticio de verano celebraba la tierra, lo femenino y las fuerzas del yin. Se complementaba con el solsticio de invierno, que celebraba el cielo, la masculinidad y las fuerzas yang.

### Tierra de Palestina
Los arqueólogos han descubierto que la habitación más grande de las ruinas de Qumrán parece ser un templo del Sol. La habitación había sido considerada como un comedor por investigadores anteriores, a pesar de la presencia de dos altares en su extremo oriental. En el momento del solsticio de verano, los rayos del sol poniente brillan con una inclinación de 286 grados a lo largo del eje longitudinal del edificio, e iluminan la pared oriental. La habitación está orientada exactamente en el mismo ángulo que los santuarios egipcios dedicados al Sol. El historiador Flavio Josefo y el filósofo Filón de Alejandría escribieron que los esenios eran adoradores del Sol.

### Europa
Las antiguas tribus germánicas, eslavas y celtas en Europa celebraban el solsticio de verano con hogueras. Era la noche de festivales del fuego y de la magia de amor, de oráculos para el amor y la adivinación. Tenía que ver con los amantes y las predicciones.
Las parejas de amantes saltaban a través de las llamas ya que se creía que los cultivos crecerían tan alto como lo que las parejas fuesen capaces de saltar. A través del poder del fuego, al calor de la fogata las doncellas (supuestamente) se enteraban acerca de su futuro marido, con lo que espíritus y demonios serían expulsados de la relación venidera.
Otra de las funciones de las hogueras era generar magia simpática: dando un impulso a la energía del sol para que se mantuviera potente en el resto de la temporada de crecimiento y así garantizar una cosecha abundante. En la antigua Suecia, un árbol en el solsticio de verano era llevado y decorado en cada ciudad. Era el árbol solsticial, generalmente un pino. Los aldeanos bailaban a su alrededor. Las mujeres y las niñas acostumbraban bañarse en el río local. Este era un ritual mágico, destinado a atraer la lluvia para los cultivos. Este es la base del rito actual del árbol de Pascua.

### Noche de San Juan
La Noche de San Juan el 24 de junio es una festividad de origen pagano, que suele ir ligada a encender hogueras o fuegos como en las antiguas celebraciones en las que se festejaba la llegada del solsticio de verano, pese a que este es el 21 de junio, en el hemisferio norte, cuyo rito principal consiste en encender una hoguera. La finalidad de este rito era "dar más fuerza al Sol" que, a partir de esos días, iba haciéndose más "débil" —los días se van haciendo más cortos hasta el solsticio de invierno— Simbólicamente, el fuego también tiene una función "purificadora" en las personas que lo contemplan o saltan sobre él. Se celebra en muchos puntos de Europa, aunque está especialmente arraigada en España, Portugal (Fogueiras de São João), Noruega (Jonsok), Dinamarca (Sankthans), Suecia (Midsommar), Finlandia (Juhannus), Estonia (Jaanipäev) y Reino Unido (midsummer). En América Latina, Brasil tiene las Festas Juninas; en Bolivia, Chile, Perú, Paraguay, Puerto Rico y Venezuela, la noche de San Juan que está, también, relacionada con antiquísimas tradiciones y leyendas españolas como la Leyenda de la Encantada. San Juan Bautista es el santo patrono de San Juan de la Maguana, en la República Dominicana, cuya fiesta se celebra del 15 al 24 de junio. Se acostumbra ir a bañarse a un río en las primeras horas de la mañana, sin haber cruzado palabra previamente con nadie.

### Estados Unidos
El desfile más grande del solsticio de verano en América del Norte se llevó a cabo en 1974, en Santa Bárbara, California.

## Celebraciones
- Tiregān (Irán)
- Pleno verano
- Noche de Iván Kupala (Ucrania, Bielorrusia, Rusia)
- Inti Raymi (Perú)
- Sânziene (Rumania)
- Festival de San Jonás (Lituania)
- Kupala (rito de fertilidad)
- Wianki (Polonia)
- Jāņi (Letonia)
- Juhannus (Finlandia)
- Midsommar (Suecia)
- Litha (Sabbath)
- Navidad (cristiandad)
- Noche de San Juan (cristiandad)